# NIC-51
La NIC-51  es una importante carretera nacional clasificada como colectora principal en Nicaragua. Esta vía comienza en el Este, conectándose con la NIC-43 a la altura de Wiwilí de Jinotega, Departamento de Jinotega y culmina en el Oeste en la NIC-1 y NIC-38B en Palacagüina, departamento de Madriz.

## Extensión
Con una extensión de 60,9 millas (98,0 km), la NIC-51 juega un rol clave en la conectividad y transporte de la región.